# 니시쿄구
니시쿄구(일본어: 西京区)는 일본 교토부 교토시를 구성하는 11개 구 중 하나이다. 가쓰라가와강 서쪽의 니시쿄구와 오토쿠니군(무코시·나가오카쿄시를 포함한다)을 포함해 니시오카 혹은 니시야마로 불린다. 야마시나구와 같이 탄생하여 교토시에서 최근에 생겨난 구이다.

## 역사
- 1976년 10월 1일 - 우쿄구에서 가쓰라가와강 서쪽을 분구해 니시쿄구가 탄생하였다.

## 교통

### 철도
- 한큐 전철
  - 교토 본선
    - (← 무코시 히가시무코역) - 라쿠사이구치역 - 가쓰라역 - (우쿄구 니시쿄고쿠역 →)

  - 아라시야마선
    - 가쓰라역 - 가미카쓰라역 - 마쓰오타이샤역 - 아라시야마역

- 서일본 여객철도
  - 산인 본선(사가노선)
    - (← 우쿄구 사가아라시야마역) - 호즈쿄역 - (가메오카시 우마호리역 →)

- 사가노 관광철도
  - 사가노 관광선
    - (← 우쿄구 도롯코 아라시야마역(일본어판)) - 도롯코 호즈교역(일본어판) - (가메오카시 도롯코 가메오카역(일본어판)→)

### 도로
- 교토주칸 자동차도(일본어판)(* 국도 제478호선 (일본)(일본어판))
- 국도 제9호선

## 인구
| 연도  | 인구    | ±%     |
| ----- | ------- | ------ |
| 1980  | 109,325 | —      |
| 1990  | 142,677 | +30.5% |
| 2000  | 155,928 | +9.3%  |
| 2010  | 152,974 | −1.9%  |
| 2015  | 150,962 | −1.3%  |
| 출처: |         |        |

## 관광
- 가쓰우라 이궁(일본어판)
- 사이호 사